# Winter-Paralympics 2018/Ski Alpin
Bei den XII. Winter-Paralympics wurden zwischen dem 10. und 18. März 2018 in Jeongseon Alpine Centre 30 Wettbewerbe im Alpinen Skisport ausgetragen.

## Medaillenspiegel
| Platz | Land               | Gold | Silber | Bronze | Gesamt |
| ----- | ------------------ | ---- | ------ | ------ | ------ |
| 1     | Slowakei           | 6    | 4      | 1      | 11     |
| 2     | Frankreich         | 4    | 5      | 2      | 11     |
| 3     | Deutschland        | 4    | 5      | 1      | 10     |
| 4     | Kanada             | 3    | 1      | 6      | 10     |
| 5     | Schweiz            | 3    | —      | —      | 3      |
| 6     | Italien            | 2    | 1      | 1      | 4      |
| 7     | Großbritannien     | 1    | 4      | 2      | 7      |
| 8     | Vereinigte Staaten | 1    | 3      | 2      | 6      |
| 8     | Japan              | 1    | 3      | 2      | 6      |
| 10    | IPC                | 1    | 1      | 2      | 4      |
| 11    | Niederlande        | 1    | 1      | —      | 2      |
| 12    | Neuseeland         | 1    | —      | 2      | 3      |
| 13    | Norwegen           | 1    | —      | 1      | 2      |
| 14    | Kroatien           | 1    | —      | —      | 1      |
| 15    | Österreich         | —    | 1      | 4      | 5      |
| 16    | Spanien            | —    | 1      | —      | 1      |
| 17    | Australien         | —    | —      | 2      | 2      |
| 18    | Belgien            | —    | —      | 1      | 1      |
| 18    | Polen              | —    | —      | 1      | 1      |

## Frauen
| Disziplin          | Klasse        | Gold               | Gold          | Silber             | Silber        | Bronze            | Bronze        |
| 10. März 2018      | 10. März 2018 | 10. März 2018      | 10. März 2018 | 10. März 2018      | 10. März 2018 | 10. März 2018     | 10. März 2018 |
| ------------------ | ------------- | ------------------ | ------------- | ------------------ | ------------- | ----------------- | ------------- |
| Abfahrt            | sehbehindert  | Henrieta Farkašová | 1:29,72       | Millie Knight      | 1:30,58       | Eléonor Sana      | 1:31,60       |
| Abfahrt            | sitzend       | Anna Schaffelhuber | 1:33,26       | Momoka Muraoka     | 1:34,75       | Laurie Stephens   | 1:35,80       |
| Abfahrt            | stehend       | Marie Bochet       | 1:30,30       | Andrea Rothfuss    | 1:32,53       | Mollie Jepsen     | 1:34,60       |
| 11. März 2018      |               |                    |               |                    |               |                   |               |
| Super-G            | sehbehindert  | Henrieta Farkašová | 1:30,17       | Millie Knight      | 1:33,76       | Menna Fitzpatrick | 1:34,54       |
| Super-G            | sitzend       | Anna Schaffelhuber | 1:34,76       | Claudia Lösch      | 1:35,71       | Momoka Muraoka    | 1:36,10       |
| Super-G            | stehend       | Marie Bochet       | 1:32,83       | Andrea Rothfuss    | 1:33,10       | Alana Ramsay      | 1:35,20       |
| 13. März 2018      |               |                    |               |                    |               |                   |               |
| Super- Kombination | sehbehindert  | Henrieta Farkašová | 2:27,72       | Menna Fitzpatrick  | 2:29,00       | Melissa Perrine   | 2:30,82       |
| Super- Kombination | sitzend       | Anna-Lena Forster  | 2:27,59       | Anna Schaffelhuber | 2:30,11       | Momoka Muraoka    | 2:30,25       |
| Super- Kombination | stehend       | Mollie Jepsen      | 2:32,70       | Andrea Rothfuss    | 2:33,07       | Alana Ramsay      | 2:36,08       |
| 14. März 2018      |               |                    |               |                    |               |                   |               |
| Riesenslalom       | sehbehindert  | Henrieta Farkašová | 2:23,00       | Menna Fitzpatrick  | 2:28,34       | Melissa Perrine   | 2:28,81       |
| Riesenslalom       | sitzend       | Momoka Muraoka     | 2:26,53       | Linda van Impelen  | 2:29,24       | Claudia Lösch     | 2:29,30       |
| Riesenslalom       | stehend       | Marie Bochet       | 2:22,92       | Andrea Rothfuss    | 2:25,18       | Mollie Jepsen     | 2:25,72       |
| 18. März 2018      |               |                    |               |                    |               |                   |               |
| Slalom             | sehbehindert  | Menna Fitzpatrick  | 1:51,80       | Henrieta Farkašová | 1:52,46       | Millie Knight     | 1:53,39       |
| Slalom             | sitzend       | Anna-Lena Forster  | 1:55,82       | Momoka Muraoka     | 2:01,19       | Heike Eder        | 2:04,85       |
| Slalom             | stehend       | Marie Bochet       | 1:55,46       | Mollie Jepsen      | 1:59,59       | Andrea Rothfuss   | 2:00,08       |

## Männer
| Disziplin          | Klasse        | Gold                | Gold          | Silber              | Silber        | Bronze              | Bronze        |
| 10. März 2018      | 10. März 2018 | 10. März 2018       | 10. März 2018 | 10. März 2018       | 10. März 2018 | 10. März 2018       | 10. März 2018 |
| ------------------ | ------------- | ------------------- | ------------- | ------------------- | ------------- | ------------------- | ------------- |
| Abfahrt            | sehbehindert  | Mac Marcoux         | 1:23,93       | Jakub Krako         | 1:25,35       | Giacomo Bertagnolli | 1:26,46       |
| Abfahrt            | sitzend       | Andrew Kurka        | 1:24,11       | Taiki Morii         | 1:25,75       | Corey Peters        | 1:26,01       |
| Abfahrt            | stehend       | Théo Gmür           | 1:25,45       | Arthur Bauchet      | 1:26,29       | Markus Salcher      | 1:26,39       |
| 11. März 2018      |               |                     |               |                     |               |                     |               |
| Super-G            | sehbehindert  | Jakub Krako         | 1:26,11       | Giacomo Bertagnolli | 1:26,29       | Miroslav Haraus     | 1:26,66       |
| Super-G            | sitzend       | Kurt Oatway         | 1:25,83       | Andrew Kurka        | 1:26,89       | Frédéric François   | 1:26,98       |
| Super-G            | stehend       | Théo Gmür           | 1:24,83       | Arthur Bauchet      | 1:26,84       | Markus Salcher      | 1:27,89       |
| 13. März 2018      |               |                     |               |                     |               |                     |               |
| Super- Kombination | sehbehindert  | Miroslav Haraus     | 2:14,22       | Jon Santacana       | 2:15,13       | Waleri Redkosubow   | 2:17,10       |
| Super- Kombination | sitzend       | Jeroen Kampschreur  | 2:11,59       | Frédéric François   | 2:12,91       | Jesper Pedersen     | 2:13,74       |
| Super- Kombination | stehend       | Alexei Bugajew      | 2:10,56       | Arthur Bauchet      | 2:10,88       | Adam Hall           | 2:15,32       |
| 14. März 2018      |               |                     |               |                     |               |                     |               |
| Riesenslalom       | sehbehindert  | Giacomo Bertagnolli | 2:10,51       | Jakub Krako         | 2:15,59       | Mac Marcoux         | 2:17,51       |
| Riesenslalom       | sitzend       | Jesper Pedersen     | 2:13,45       | Tyler Walker        | 2:13,79       | Igor Sikorski       | 2:15,90       |
| Riesenslalom       | stehend       | Théo Gmür           | 2:12,47       | Alexei Bugajew      | 2:13,49       | Alexis Guimond      | 2:13,67       |
| 17. März 2018      |               |                     |               |                     |               |                     |               |
| Slalom             | sehbehindert  | Giacomo Bertagnolli | 1:36,12       | Jakub Krako         | 1:37,54       | Waleri Redkosubow   | 1:38,02       |
| Slalom             | sitzend       | Dino Sokolović      | 1:39,82       | Tyler Walker        | 1:40,55       | Frédéric François   | 1:42,03       |
| Slalom             | stehend       | Adam Hall           | 1:36,11       | Arthur Bauchet      | 1:36,50       | Jamie Stanton       | 1:37,37       |